# Sziklagalamb
A sziklagalamb (Columba rupestris) a madarak osztályának galambalakúak (Columbiformes) rendjéhez és a galambfélék (Columbidae) családjához tartozó faj.
A magyar név forrással nincs megerősítve.

## Rendszerezése
A fajt Peter Simon Pallas német zoológus írta le 1811-ben, a kék galamb (Columba oenas) alfajaként Columba Oenas rupestris néven.

## Alfajai
- Columba rupestris rupestris Pallas, 1811
- Columba rupestris turkestanica Buturlin, 1908[2]

## Előfordulása
Ázsiában, Észak-Korea, Dél-Korea, India, Kazahsztán, Kína, Mongólia, Nepál, Oroszország, Pakisztán, Tádzsikisztán, Türkmenisztán területén honos.
Természetes élőhelyei a szubtrópusi vagy trópusi mérsékelt övi magaslati cserjések, sziklás környezetben, barlangok közelében, valamint városi környezet. Állandó, nem vonuló faj.

## Megjelenése
Testhossza 35 centiméter.

## Szaporodása
Fészekalja 1–2 tojásból áll.

## Természetvédelmi helyzete
Az elterjedési területe rendkívül nagy, egyedszáma viszont csökken, de még nem éri el a kritikus szintet. A Természetvédelmi Világszövetség Vörös listáján nem fenyegetett fajként szerepel.